# ハステンベックの戦い

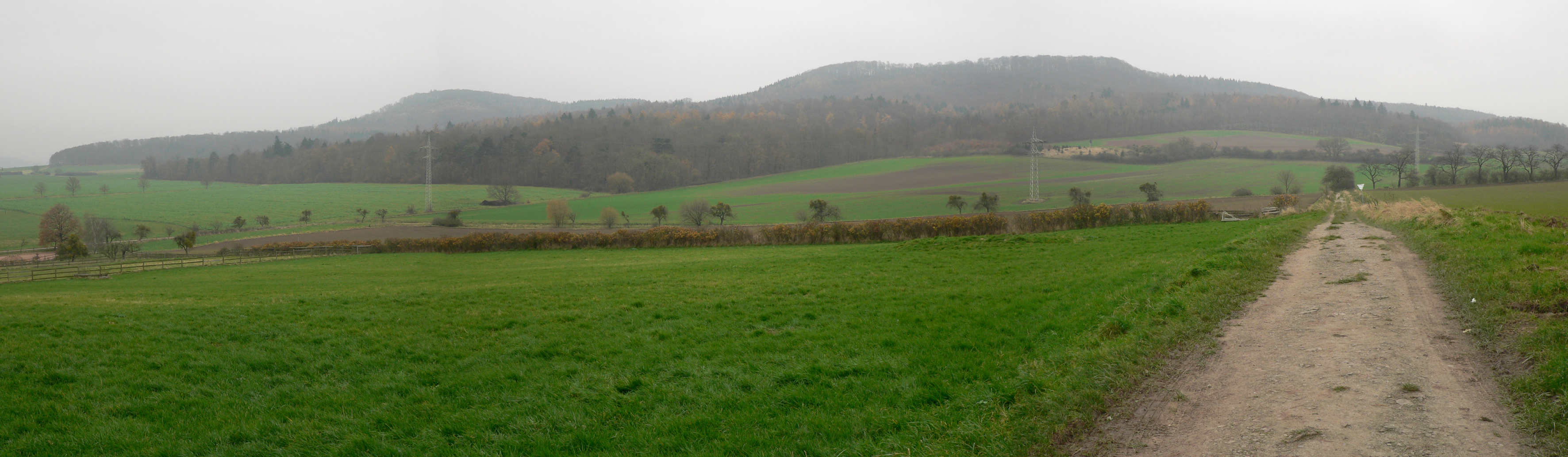
ハステンベックを見下ろすシェッケン高地の記念碑と戦場の一部の風景。

ハステンベックの戦い（ハステンベックのたたかい、ドイツ語: Schlacht bei Hastenbeck）は七年戦争（1756年-1763年）中の1757年7月26日、同君連合で結ばれたブラウンシュヴァイク＝リューネブルク（ハノーファー選帝侯領）、イギリス及びその同盟国の連合軍とフランス軍との間に生起した戦闘である。

## 背景
1757年5月、フランスの宮廷は105,000の兵力をもってプロイセンと、その同盟国に対する攻勢を開始する準備があることを宣告する。同月末、ニーダーライン地方に展開していたその軍はオーストリアからの増援により、115,000名を擁していた。そして6月初頭にライン川を越えると、プロイセンの西方領土を占領する。7月20日、フランス軍はビーレフェルトを攻略した。
プロイセンはフランス軍に対し、5,000名の兵を招集することしかできなかった。そのため主な負担はプロイセンの同盟国、とりわけハノーファー選帝侯領と他のプロテスタント諸侯が負うことになる。他国からの派遣部隊から構成された監視軍は重砲22門を伴う47,000名（ハノーファー軍27,000名、ヘッセン＝カッセル軍12,000名、ブラウンシュヴァイク＝ヴォルフェンビュッテル軍6,000名、シャウムブルク＝リッペ軍1,200名とザクセン＝ゴータ軍800名）を擁していた。その総司令官はカンバーランド公ウィリアム・オーガスタスである。公はブラウンシュヴァイク＝リューネブルク公でもあるイギリス国王、ジョージ2世の子息であった。
その主な目的は、ハノーファー選帝侯領をフランス軍による占領から守ることにあった。しかし、その努力にも拘らずエストレ公率いるフランス軍は1757年7月16日、ヴェーザー川の渡河に成功する。

## 戦いの推移
フランス軍を再びヴェーザー川の向こうへ追いやるため、カンバーランド公は1757年7月26日に地勢をよく知らなかったもののハステンベックで戦いに臨む。彼はその軍をアフェルデからハステンベックを経由し、オーベンスベルクまでシェッケン高地の西側で6キロメートルにわたって展開した。指揮下の部隊を起伏に富んだ土地に巧みに配置することで、兵力と砲の著しい数的劣勢を補おうとしたのである。住民が退去したハステンベックの村は戦場の中央、連合軍の前方およそ300メートルにあり、それによって壊滅に瀕していた。
1757年7月26日の朝は、双方の部隊による砲戦とともに訪れた。フランス軍のシェヴェール中将は連合軍に気づかれることなく、前夜に兵を率いてフォーレムベルクからシェッケン高地に接近していた。戦いが始まると、彼はそこから大砲18門をもって連合軍の猟兵3個中隊が守っていたオーベンスベルクの高地に迫り、その陣地を奪う。連合軍の後方に構えつつ、フランス軍はその上から砲撃を加えた。程なくブライデンバッハ大佐とダッヘンハウゼン大佐の部隊をもって連合軍はオーベンスベルクを奪還し、残されていた大砲でフランス軍の陣地を砲撃する。
昼頃、エストレ公爵元帥は戦場からオーベンスベルクの奪還を見て取ると指揮下の部隊に戦闘の中断を命じた。その少し後、カンバーランド公も各部隊に退却を命じる。これらの命令は戦闘が頂点に達した時、双方が迅速な撤退をもって自軍を全滅から救うため発せられたものであった。エストレ公は冷静にも、カンバーランド公も退却を開始したことに気づいた後、撤退の中止を命じる。そして念のため、追撃を加えなかった。これによって、監視軍は戦いに敗れた。フランス軍では2,300名が戦死し、連合軍の損害は1,400名に上る。

## 影響
この敗戦の影響は広範に及んだ。カンバーランド公は監視軍をアラー川の後方に下げ、それによってハーメルン要塞を明け渡した。彼は同市の微弱な衛戍連隊へフランス軍に降伏するよう命じ、それは1757年7月30日に実現する。フランス側の司令官、エストレ公爵元帥はその軍とともに戦場の北方に野営していた。彼自身はヴェルサイユの宮廷における陰謀によって戦いの8日後、解任されている。続いて新しい司令官、リシュリュー公ルイ・アルマン・デュ・プレシに率いられたフランス軍はブラウンシュヴァイク＝リューネブルク選帝侯領とブラウンシュヴァイク＝ヴォルフェンビュッテル侯領の大部分を占領した。結局、プロイセンからの派遣軍に託された監視軍はシュターデの一帯に追い込まれ、ハンブルクやブレーメンからの補給を絶たれる。
その後、デンマークが中立宣言を通じてカンバーランド公とリシュリュー公の交渉を仲介した。1757年9月8日と10日、ツェーフェン修道院においていわゆるクローステル・ツェーフェン協定が調印される。ハノーファー選帝侯領の軍がシュターデの一帯に留まる一方、フランスはハノーファーを占領し、他のドイツ諸侯の軍は解散することとされた。
この協定をもってマクデブルクやベルリンへ至る途上、フランス軍に立ちはだかる軍は存在しなくなった。しかしリシュリュー公はひとまずハルバーシュタットへ進軍するに留めた。本格的な遠征は1758年に実施することになっていたのである。
この戦いにまつわる出来事やその結果は1889年、ヴィルヘルム・ラーベの小説『ハステンベック』の題材となった。
ハステンベックを見下ろす戦場の中央、シュミーデブリンクには戦いの150周年にあたる1907年、迷子石の記念碑が建てられた。そこには、こう刻まれている。
ハステンベックの破壊された家屋は再建され、その名残りを1758年の妻梁に残された碑文に留めている。

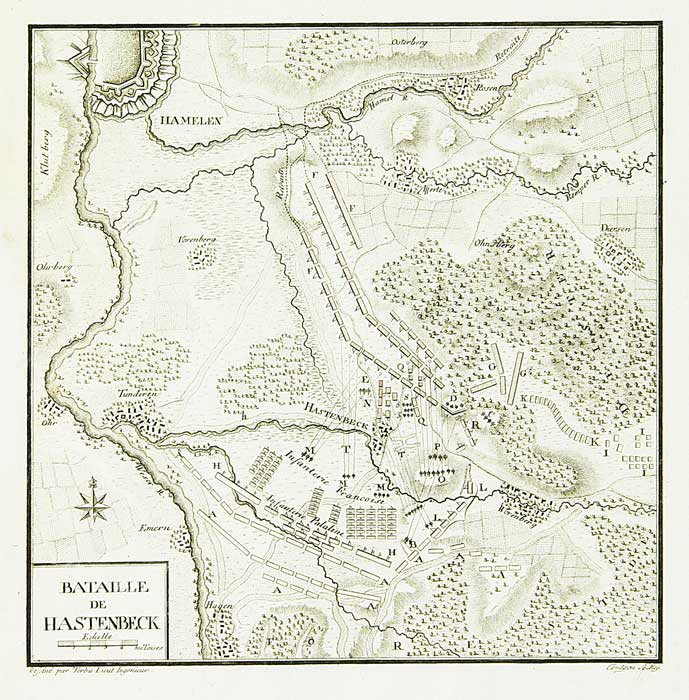
シェッケン高地の西側で行われたハステンベックの戦いの戦況図。
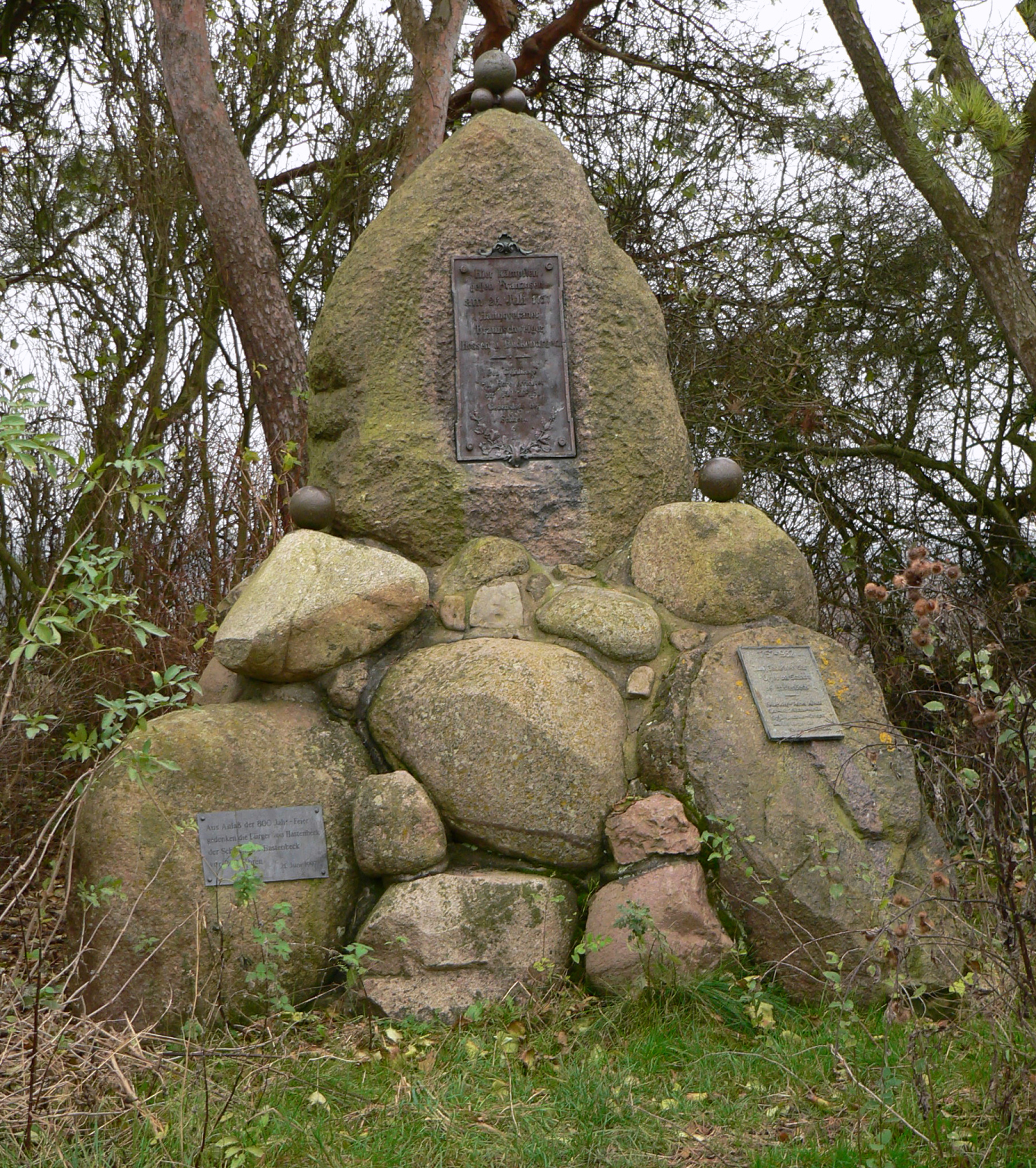
ハステンベックを見下ろす戦いの記念碑。
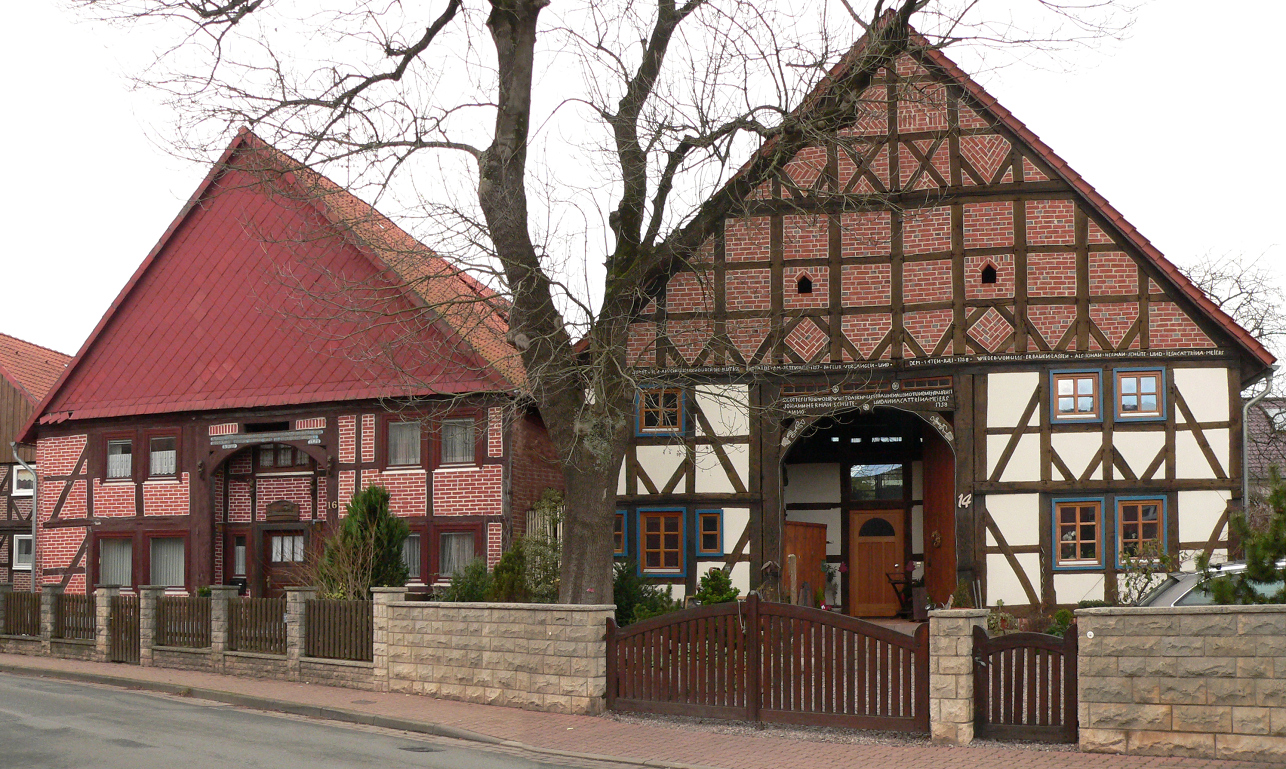
この戦いで破壊され、1758年に再建されたハステンベックの家屋（右側）。その妻梁を参照のこと。
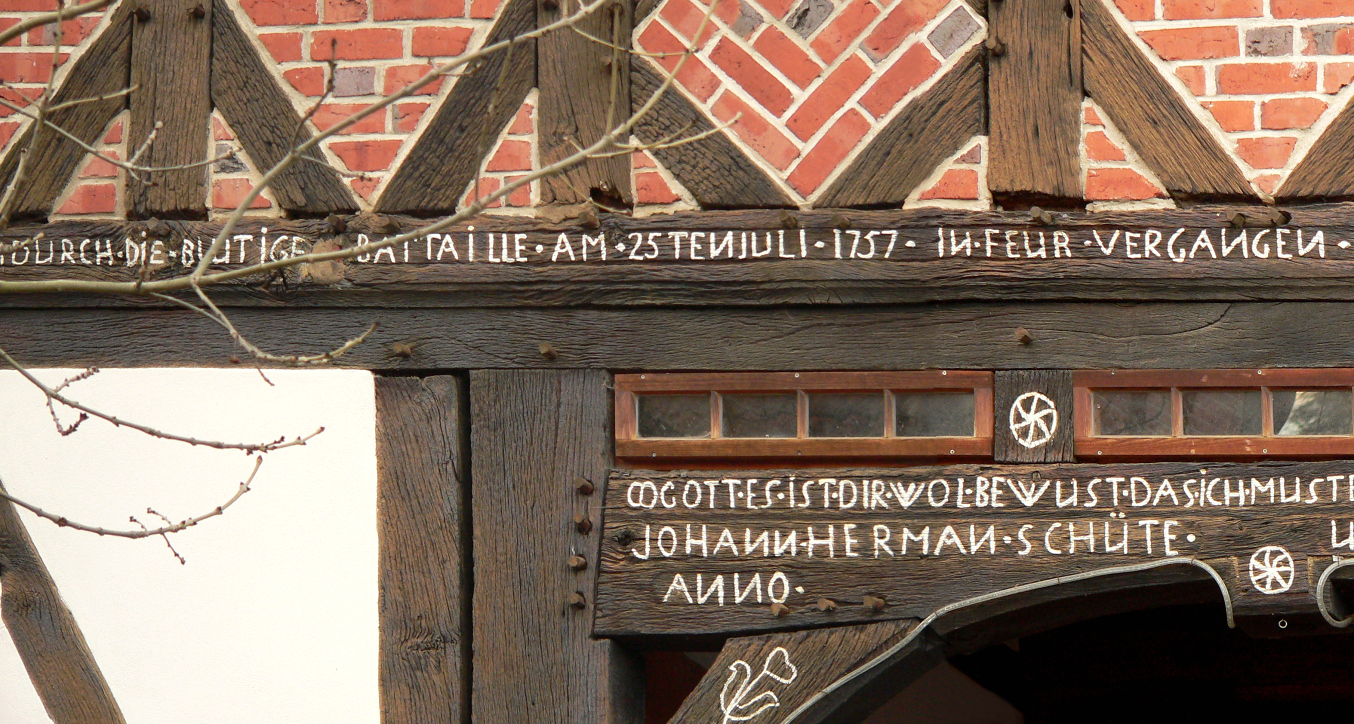
碑文入りの妻梁。「……1757年7月25日の血なまぐさい戦いによって失われた……」

## 文献
- 『Die Schlacht Bei Hastenbeck Unweit Hameln den 26ten Julius 1757』 (デジタル版)
- Ernst Andreas Friedrich: 『Das Schloß Hastenbeck』、 P. 207–209、『Wenn Steine reden könnten』第一巻所収、 Landbuch-Verlag, Hannover 1989, ISBN 3-7842-03973.
- Günter Gebhardt:『Der schwarze Tag von Hastenbeck』、『Militärwesen, Wirtschaft und Verkehr in der Mitte des Kurfürstentums und Königreichs Hannover 1692–1866.』 所収。Studien zur niedersächsischen Landesgeschichte, Bd. 1, ibidem (Edition Noëma), Stuttgart, 2010, P. 45 ff. ISBN 978-3-8382-0184-9
- Olaf Groehler: 『Die Kriege Friedrichs II.』, Berlin 1989
- Walther Mediger: 『Hastenbeck und Zeven. Der Eintritt Hannovers in den Siebenjährigen Krieg.』、『Niedersächsisches Jahrbuch für Landesgeschichte』所収、 56/1984, P. 137 - 166.
- Moritz Oppermann: 『Die Schlacht bei Hastenbeck.』 C. W. Niemeyer, Hameln, 1957
- Moritz Oppermann: 『Die Schlacht bei Hastenbeck: Zum 250. Jahrestag am 26. Juli 2007.』 第2版、 C. W. Niemeyer, Hameln 2007 ISBN 978-3-8271-9304-9
- Friedrich R. Paulig: 『Geschichte des Siebenjährigen Krieges. Ein Beitrag zur deutschen Geschichte der Jahre 1740–1763』、1878年にフランクフルト・アン・デア・オーダーで出版された本の再版。 LTR-Verlag, Starnberg, 1988